# Mary-Lou Pardue
Mary-Lou Rekemeyer Pardue (* 15. September 1933 in Lexington, Kentucky; † 1. Juni 2024) war eine US-amerikanische Zellbiologin und Genetikerin und Professorin am Massachusetts Institute of Technology.

## Leben und Wirken
Mary-Lou Pardue erwarb 1955 am College of William & Mary einen Bachelor in Biologie. Neben einer Arbeit als technische Assistentin am Oak Ridge National Laboratory erwarb sie 1959 an der University of Tennessee einen Master in Strahlenbiologie und 1970 bei Joseph G. Gall an der Yale University einen Ph.D. in Biologie. Gemeinsam entwickelten Pardue und Gall die In-situ-Hybridisierung. Als Postdoktorandin arbeitete sie bei Max L. Birnstiel an der University of Edinburgh.
Seit 1972 war sie am Massachusetts Institute of Technology, wo sie 1980 eine ordentliche Professur erhielt. Seit 1995 hatte sie dort eine nach Boris Magasanik benannte Professur für Biologie inne.
Pardue und Mitarbeiter befassten sich mit Chromosomen als Zellorganellen. Sie konnte zur Aufklärung der Bildung der Telomere beim Modellorganismus Drosophila melanogaster beitragen, die sich von derjenigen bei den meisten anderen Organismen unterscheidet (Retrotransposons). Die Erkenntnisse haben Bedeutung für das Verständnis transposabler Elemente. Weitere Arbeiten Purdues befassten sich mit der Stressantwort der Zelle, insbesondere mit dem Hitzeschock-Gen Hsr-omega, das nicht für ein Protein codiert, sondern drei RNAs hervorbringt.
Mary-Lou Pardue hat (Stand September 2024) einen h-Index von 52. Zu ihren Schülern gehören Allan C. Spradling,  Matthew P. Scott und Thomas R. Cech.

## Auszeichnungen (Auswahl)
- 1978 Fellow der American Association for the Advancement of Science
- 1983 Mitglied der National Academy of Sciences[5]
- 1983 Präsidentin der Genetics Society of America[7]
- 1985 Mitglied der American Academy of Arts and Sciences[8][9]
- 1985 Ehrendoktorat des Bard College[10]
- 1986 Präsidentin der American Society for Cell Biology[11]
- 1989 Wilbur Cross Medal der Yale University[12]
- 2006/7 Ehrendoktorat der University of Edinburgh[13]